# 미아리 전투
미아리 전투는 한국 전쟁 초기 북한군의 기습적인 전면 남침으로 38도 분계선에 연한 전 전선이 무너지자, 육군본부는 38도 분계선으로부터 45km에 불과한 수도 서울에 대한 위협에 직면하게 되자 이응준(李應俊) 소장이 이끄는 국군 제5사단과 유재흥(劉載興) 준장이 이끄는 제7사단이 미아리고개에서 치른 최후의 서울 방어 전투이다.

## 전투 과정
6월 26일 17:00시 용산에 도착한 제5사단은 서울 방어 임무를 띠고 미아리에 배치되었는데 이 때 제5사단장 지휘 하에 들어간 부대는 제15연대 2대대와 제20연대 1대대 및 다음날 회기동에 배치 된 수도경비사령부 예하 제8연대 2대대 등 3개 대대 뿐이었다. 그러나 회기동의 제 2대대는 통신장비의 미비로 독자적인 작전을 수행할 수밖에 없었다.
창동 전투에서 방어선이 무너진 지 약 2시간이 지났을 때부터 철수 병력이 미아리 일대로 모여 들기 시작하였으며, 제7사단장도 현지에 도착하였다.
여기에서 제5사단장과 제7사단장은 작전 임무를 보다 효과적으로 수행하기 위해 3번 도로를 포함한 좌측 부대는 제5사단장이, 우측부대는 제7사단장이 각각 지휘하기로 합의하였다.
6월 27일 오후까지 미아리~회기동 방어선에 배치된 국군 병력은 3000명 정도였지만 제5사단 예하 2개 대대와 제8연대 예하 1개 대대를 제외한 기타 부대 장병들은 3일 동안 패전과 철수를 거듭한 충격과 굶주림 및 탄약부족, 또한 전차에 대한 공포증과 지휘 체계의 문란으로 전투의지를 잃고 있었다.
| 미아리~회기동 방어선의 부대 배치 |
| 좌전방 부대: 제5사단장이 지휘 -제5사단 전술 지휘소 : 103고지 -제20연대 1대대 : 171고지 동쪽 -제1연대(1개 대대규모) : 길음교 북쪽 공동묘지 -제15연대 2대대 : 미아리고개 132고지 우전방 부대 : 제7사단장이 지휘 -제7사단 전술 지휘소 : 미아리 고개 동쪽 164고지 -혼성 연대 : 164고지 북동쪽 ※ 제3연대, 제5연대, 제16 연대 및 제25연대의 낙오병을 수습하여 혼성 편성하였으나 실병력은 1개 대대 규모에 불과하였다. -제8연대 2대대 : 회기동 154고지 및 중랑교 남쪽 무명고지 -제16연대 : 사단예비, 돈암 초등학교에 대기 ※ 제16연대 낙오병을 주축으로 하여 각 부대의 낙오병으로 혼성편성, 실병력은 1개 대대규모였다. -화력 지원부대 : 105mm 6문 돈암동, 57mm 대전차포 6문은 미아리 고개 전방, 2문은 중랑교. |

국군이 방어진지 편성을 완료하고 길음교와 중랑교의 폭파 준비를 끝마쳤을 즈음 서울시 애국 부인회와 여학생 위문단이 미아리 전선을 방문하여 장병들을 위로 격려 하였으며, 육군 총참모장은 103고지를 순시하면서 “6월 28일부터 B-29 중폭격기 100대가 국군을 지원하게 되었다.”라고 하면서 장병들의 사기를 북돋워 주었으나, 이는 사기양양을 위해 즉흥적으로 한 말에 지나지 않았다.
이 무렵에 미아리~회기동 방어선은 나름대로 강화되고 있었으나, 전황은 이변이 없는 한 서울을 고수할 가망이 전혀 없는 막다른 국면으로 접어들고 있었다. 이러한 전황 속에서도 서울 시민과 공공 기관에서는 국군이 서울을 사수할 것이라고 반복하여 보도하는 군부의 발표를 믿고 있었고 따라서 그 시점까지 피난길에 오른 시민은 극소수에 불과하였다.
6월 27일 밤에는 비가 세차게 내리고 있었다. 미아 삼거리 일대에 배치된 김한주(金漢柱) 소령이 이끄는 제20연대 1대대는 20대의 북한군 전차와 트럭 및 기마대로 편성 된 기갑부대를 진전에서 저지시켰다.
이는 국군의 대전차 특공대가 북한군 전차 1대를 2.36인치 로켓포로 파괴하자 협로에서 진로가 막혀 북한군이 일단 철수한 것이었다. 그런데 그 파괴된 전차는 나무와 풀로 전차처럼 위장한 장갑차였으며, 20대 중 절반이 그와 같이 위장된 장갑차였다.
이날 밤 24:00시경 북한군은 5 ~ 6대의 전차를 앞세우고 다시 공격하여 국군 방어진지를 차례로 돌파하였으나 국군은 단 한 대의 전차도 파괴하지 못하였다. 이때 제15연대 5중대장 김순 대위가 지휘하는 결사대가 육탄 공격을 감행하다가 전원이 전사하는 상황이 벌어지기도 하였다.
더군다나 길음교 폭파에 대한 준비가 미흡하였고 폭파시기의 판단착오로 교량폭파에 실패함으로써 북한군의 전차는 길음교를 통과하기 시작하였다. 이와 때를 같이하여 서울 시내에 침투해 있던 북한군의 편의대(便衣隊)가 시내 곳곳에서 예광탄을 쏘아 올리면서 그들의 본대와 연락하고 있었다.
폭우 속에서 20여분 동안 계속된 결사적인 아군의 저항이 눈에 띠게 약화되자 이틈에 적의 전차는 미아리 고개를 넘어 돈암동으로 진입하였다.
6월 28일 01:00시를 전후하여 일어난 상황이었는데 이제는 철수할 수밖에 없게 된 국군은 일부가 분산되기도 하였으나 대부분 건제를 유지한 채 철수하였다. 그러나 소수의 아군 장병들은 방어 진지에서 끝까지 저항하거나 서울 시내에서 국지적인 시가전을 펼쳐 적에게 타격을 가하기도 하였다.
한편 회기동 방어선의 고백규(高白圭) 소령이 이끄는 제8연대 2대대는 중랑교를 폭파하고 진전으로 접근하는 북한군을 세 차례나 격퇴시켰지만 마침내 탄약이 떨어져 건제를 유지하면서 질서 있게 방어선에서 이탈하였다.
그리고 태릉의 제 9연대와 육군 사관학교 생도 대대는 6월 28일 아침에 북한군과 가벼운 교전을 치른 후 철수하였다.

## 결과 및 영향
국군은 광파와 같이 밀어 닥치는 북한군을 저지하기 위하여 창동-미아리 등지에 저지선을 펴고 여기에서 남침을 극력 저지하려 하였으나, 북한군의 전차 앞에는 속수무책이 되어 개전 3일 만인 6월 28일 수도 서울을 북한군에게 넘기고 한강 선에서 다시 대진케 되었다.

## 참고 자료
- 용산 전쟁기념관